# Shōkaku
Shōkaku var ett hangarfartyg i den kejserliga japanska flottan. Fartyget mätte 257,5 meter och hade plats för 84 flygplan ombord. Hon deltog i attacken mot Pearl Harbor, slaget om Korallhavet, slaget vid Santa Cruzöarna och slaget om Filippinska sjön där hon sänktes av en amerikansk ubåt den 19 juni 1944.